# 新潟県道39号妙高高原公園線
新潟県道39号妙高高原公園線（にいがたけんどう39ごう みょうこうこうげんこうえんせん）は、新潟県妙高市を通る県道（主要地方道）である。

## 概要

### 路線データ
- 実延長：37,647.3 m[1]
- 起点：新潟県妙高市大字杉野沢字笹ヶ峰
- 終点：新潟県妙高市大字関山（国道18号交点）

## 歴史
- 1993年（平成5年）5月11日 - 建設省から、県道妙高高原停車場笹ヶ峰線・県道飯山妙高高原線の一部・県道妙高高原停車場赤倉線・県道妙高高原公園線・県道妙高高原燕線・県道関山停車場燕線の一部が妙高高原公園線として主要地方道に指定される[2]。

## 路線状況

### 重複区間
- 新潟県道96号飯山妙高高原線（妙高市大字田口 - 豊橋交差点）
- 新潟県道399号杉野沢二俣線（妙高市大字毛祝坂 - 妙高市大字赤倉字赤倉第2）

## 地理

### 通過する自治体
- 妙高市

### 交差する道路
- 新潟県道280号杉野沢黒姫停車場線・新潟県道399号杉野沢二俣線（妙高市大字杉野沢字五八木）
- 国道18号（妙高野尻バイパス）（杉野沢入口交差点）
- 新潟県道96号飯山妙高高原線（妙高市大字田口 - 豊橋交差点で重複）
- 国道18号（妙高野尻バイパス）（豊橋交差点）
- 新潟県道399号杉野沢二俣線（妙高市大字毛祝坂 - 妙高市大字赤倉字赤倉第2）
- 新潟県道396号関赤倉線（妙高市大字赤倉字赤倉第2）
- 新潟県道396号関赤倉線（妙高市大字関山字関温泉）
- 新潟県道360号関山中郷線（妙高市大字関山字横町三）
- 国道18号（終点：関・燕入口交差点）

### 沿線の施設など
- えちごトキめき鉄道妙高はねうまライン
  - 妙高高原駅
  - 関山駅
- 上信越自動車道
  - 妙高高原インターチェンジ
  - 妙高サービスエリア
- 陸上自衛隊 関山演習場
- 新潟県立妙高病院
- 妙高市役所
  - 妙高高原支所
  - 妙高支所
- 妙高市立妙高高原中学校
- 妙高市立妙高中学校
- 妙高市立妙高高原南小学校
- 妙高市立妙高高原北小学校
- 妙高市立妙高小学校
- 新井信用金庫
  - 田口支店
  - 赤倉支店
  - 関山支店
- JAえちご上越
  - 妙高高原支店
  - 関山支店
- 杉野沢郵便局
- 妙高高原郵便局
- 赤倉郵便局
- 中央電気工業 本社・妙高工場
- ナルス せきやま店
- 妙高戸隠連山国立公園
- 妙高山
- 笹ヶ峰高原
  - 休暇村妙高
  - 笹ヶ峰牧場
- 関川
- 苗名滝（日本の滝百選）
- 惣滝（日本の滝百選）
- 北国街道
  - 関川関所
  - 関川宿・上原宿
  - 田切宿・二俣宿
  - 関山宿
- 赤倉温泉
- 関温泉（国民保養温泉地）
- 燕温泉（国民保養温泉地）
- 鮫ヶ尾城跡
- 赤倉温泉スキー場
- 妙高杉ノ原スキー場